# Condado de Sampson
El condado de Sampson (en inglés: Sampson County, North Carolina), fundado en 1774, es uno de los 100 condados del estado estadounidense de Carolina del Norte. En el año 2000 tenía una población de 60 161 habitantes con una densidad poblacional de 25 personas por km². La sede del condado es Clinton.

## Geografía
Según la Oficina del Censo, el condado tiene un área total de 2453 km² (947,1 mi²), de la cual 2448 km² (945,2 mi²) es tierra y 5 km² (1,9 mi²) es agua.

### Municipios
El condado se divide en diecinueve municipios: Municipio de Belvoir, Municipio de Dismal, Municipio de Franklin, Municipio de Halls, Municipio de Herring, Municipio de Honeycutt, Municipio de Lisbon, Municipio de Little Coharie, Municipio de McDaniels, Municipio de Mingo, Municipio de Newton Grove, Municipio de North Clinton, Municipio de Piney Grove, Municipio de Plain View, Municipio de South Clinton, Municipio de South River, Municipio de Taylors Bridge, Municipio de Turkey y Municipio de Westbrook.

### Condados adyacentes
- Condado de Johnston - norte
- Condado de Wayne - noreste
- Condado de Duplin - este
- Condado de Pender - sureste
- Condado de Blanden - suroeste
- Condado de Cumberland - oeste
- Condado de Harnett - noroeste

## Demografía
En el 2000 la renta per cápita promedia del condado era de $31 793, y el ingreso promedio para una familia era de $36 692. El ingreso per cápita para el condado era de $14 976. En 2000 los hombres tenían un ingreso per cápita de $26 806 contra $20 657 para las mujeres. Alrededor del 17.60% de la población estaba bajo el umbral de pobreza nacional.

## Lugares

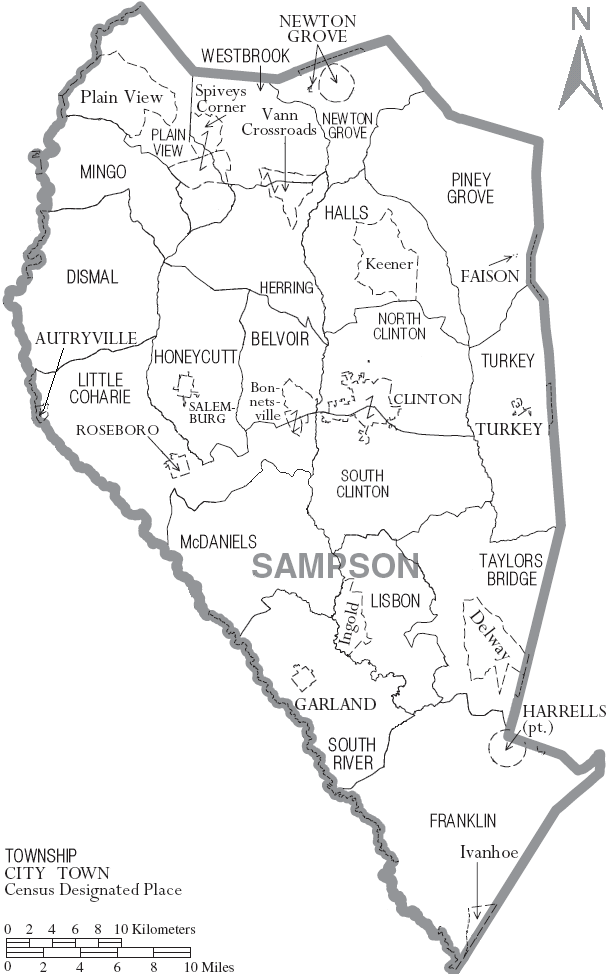
Mapa del Condado de Sampson en Carolina del Norte con sus municipios

### Ciudades y pueblos
- Autryville
- Bonnetsville
- Clinton
- Delway
- Garland
- Harrells
- Ingold
- Ivanhoe
- Keener
- Newton Grove
- Plain View
- Roseboro
- Salemburg
- Spiveys Corner
- Turkey
- Vann Crossroads